# Деинан, Филип
Филип Деинан (ирл. Pilib Ó Duígeannáin; род. 7 сентября 1983 года, Леттеркенни, Ирландия) — ирландский шоссейный велогонщик, выступающий за команду Team Sky. Побеждал на 18 этапе Вуэльты Испании 2009 года.

## Карьера
Филип Деинан начал заниматься велоспортом в 1997 году. Заметив талант гонщика рукодители любительской команды Vélo-Club La Pomme Marseille пригласили ирландца в Европу. В её составе он принял участие в Бэби Джиро, где показал хорошие результаты на горных этапах. А в 2005 году гонщика подписала профессиональная велосипедная команда высшего дивизиона Ag2r Prévoyance, в составе которой Филип выступал четыре сезона. Однако особых результатов там не показал. В августе 2008 он участвовал групповой гонке на Олимпийских играх, где занял 81 место проиграв более 15 минут победителю Самуэлю Санчесу.
В 2009 году перешёл в команду Cervélo TestTeam. На 18 этапе Вуэльты Испании ирландец попал в хороший отрыв на 18 этапе до Авилы и опередил чешского гонщика Романа Кройцигера на финише. Этот побег позволил занять девятое место итоговое место в генеральной классификации испанской супермногодневки.
В 2011 году подписал контракт с Team RadioShack на один сезон. В 2012 выступал за UnitedHealthcare. На данный момент является гонщиком команды Team Sky.